# Поточница
Поточница је насељено место у саставу града Новаље, на острву Пагу у Личко-сењској жупанији, Република Хрватска.

## Историја
До територијалне реорганизације у Хрватској налазила се у саставу старе општине Паг.

## Становништво
На попису становништва 2011. године, Поточница је имала 11 становника.

## Попис1991.
На попису становништва 1991. године, насељено место Поточница је имала 2 становника, следећег националног састава:
| Попис 1991.‍ | Попис 1991.‍ | Попис 1991.‍ | Попис 1991.‍ | Попис 1991.‍ |
| ----------- | ----------- | ----------- | ----------- | ----------- |
|             |             |             |             |             |
| Хрвати      | Хрвати      |             | 2           | 100%        |
| укупно: 2   |             |             |             |             |